# Eleição municipal de Vitória em 2000
A eleição municipal de Vitória em 2000 ocorreu no dia 1 de outubro do mesmo ano, para a eleição de um prefeito, um vice-prefeito e 21 vereadores. O prefeito Luiz Paulo Vellozo (PSDB) foi reeleito em primeiro turno, governando a cidade pelo período de 1º de janeiro de 2000 a 31 de dezembro de 2004.

## Candidatos a prefeito
|  | Nº | Candidato(a) a prefeito | Candidato(a) a prefeito                       | Candidato(a) a vice-prefeito | Candidato(a) a vice-prefeito                      | Coligação |
|  | -- | ----------------------- | --------------------------------------------- | ---------------------------- | ------------------------------------------------- | --- |
|  | 11 |                         | Dr. Nilton Baiano (PPB) Nilton Gomes Oliveira |                              | Antonio Garcia (PPB) Antonio Fialho Garcia Júnior | "Vitória com Segurança" - Partido Progressista Brasileiro (PPB) - Partido Social Trabalhista (PST) |
|  | 13 |                         | Iriny Lopes (PT) Iriny Nicolau Correa Lopes   |                              | Lucyano Jesus Ribeiro (PSB) Luciano Jesus Ribeiro | "Frente Vitória com Vida" - Partido dos Trabalhadores (PT) - Partido Socialista Brasileiro (PSB) - Partido Comunista do Brasil (PCdoB) - Partido Socialista dos Trabalhadores Unificado (PSTU) |
|  | 15 |                         | Huguinho Borges (PMDB) Hugo Borges Junior     |                              | Nelson Alves Aguiar (PMN) Nelson Alves de Aguiar  | "De Olho na Cidade" - Partido do Movimento Democrático Brasileiro (PMDB) - Partido da Mobilização Nacional (PMN) - Partido Geral dos Trabalhadores (PGT) |
|  | 45 |                         | Luiz Paulo (PSDB) Luiz Paulo Vellozo Lucas    |                              | Ademir Cardoso (PSDB) Ademir Santos Cardoso       | "Frente Popular Vitória de Todos" - Partido da Social Democracia Brasileira (PSDB) - Partido Verde (PV) - Partido Liberal (PL) - Partido Popular Socialista (PPS) - Partido Humanista da Solidariedade (PHS) - Partido Social Cristão (PSC) - Partido Trabalhista Nacional (PTN) - Partido dos Aposentados da Nação (PAN) - Partido Social Liberal (PSL) - Partido Renovador Trabalhista Brasileiro (PRTB) - Partido Democrático Trabalhista (PDT) - Partido da Frente Liberal (PFL) - Partido Trabalhista Brasileiro (PTB) |

## Resultado da eleição para prefeito
| 1º Turno 1 de outubro de 2000 | 1º Turno 1 de outubro de 2000 | 1º Turno 1 de outubro de 2000 | 1º Turno 1 de outubro de 2000 |
| Candidato(a)                  | Vice                          | Votação                       | Votação                       |
| Candidato(a)                  | Vice                          | Total                         | Porcentagem                   |
| ----------------------------- | ----------------------------- | ----------------------------- | ----------------------------- |
| Luiz Paulo Vellozo (PSDB)     | Ademir Cardoso (PSDB)         | 112.751                       | 68,56%                        |
| Nilton Baiano (PPB)           | Antonio Garcia (PPB)          | 22.112                        | 13,45%                        |
| Iriny Lopes (PT)              | Luciano Ribeiro (PSB)         | 20.204                        | 12,29%                        |
| Hugo Borges (PMDB)            | Nelson Aguiar (PMN)           | 9.384                         | 5,71%                         |
| Total de votos válidos        | Total de votos válidos        | 164.451                       | 100,00%                       |
| Votos apurados                |                               |                               |                               |
| Votos válidos                 | Votos válidos                 | 164.451                       | 92,30%                        |
| Votos em branco               | Votos em branco               | 6.209                         | 3,48%                         |
| Votos nulos                   | Votos nulos                   | 7.516                         | 4,22%                         |
| Total de votos apurados       | Total de votos apurados       | 178.176                       | 100,00%                       |
| Eleitores                     |                               |                               |                               |
| Comparecimento                | Comparecimento                | 178.176                       | 84,16%                        |
| Abstenções                    | Abstenções                    | 33.530                        | 15,84%                        |
| Total de eleitores            | Total de eleitores            | 211.706                       | 100,00%                       |

| Partido | Partido | Candidato          | Votos   | Votos (%) |
| ------- | ------- | ------------------ | ------- | --------- |
|         | PSDB    | Luiz Paulo Vellozo | 112 751 | 68,56%    |
|         | PPB     | Nilton Baiano      | 22 112  | 13,45%    |
|         | PT      | Iriny Lopes        | 20 204  | 12,29%    |
|         | PMDB    | Hugo Borges        | 9 384   | 5,71%     |
| Totais  | Totais  | Totais             | 164 451 |           |